# Scuola serale per aspiranti italiani
Scuola serale per aspiranti italiani è stato un programma televisivo italiano di varietà in cinque puntate trasmesso su Rete 1 tra agosto e settembre del 1977.

## Produzione
L'autore dei testi era Dino Verde, mentre la regia era di Enzo Trapani e la direzione musicale di Enrico Simonetti. Il programma era condotto da Anna Mazzamauro con Orazio Orlando, Maurizio Micheli, Jenny Tamburi e Arnoldo Foà; quest'ultimo venne chiamato per sostituire Gianni Agus, che dovette rinunciare al programma per un infortunio. La trasmissione era una satira su alcuni difetti e debolezze degli italiani, che venivano rappresentati attraverso le scenette che una professoressa (la Mazzamauro) faceva interpretare ai suoi alunni (Foà e gli altri conduttori). Il programma andò in onda per una sola stagione.